# Cristina I di Gandersheim
Cristina (I) (prima dell'896 – 1º aprile 919) succedette alle sorelle Hathumoda e Gerberga come terza badessa dell'abbazia di Gandersheim.

## Biografia
Cristina era la figlia più giovane del fondatore del monastero Liudolfo e di sua moglie Oda. Assunse la carica di badessa nell'896 o nell'897, succedendo a sua sorella Gerberga. Venne benedetta dal vescovo Wigbert di Hildesheim. Ella resse l'abbazia dall'896/97 al 919.
Le date esatte della sua vita sono sconosciute, ma sembra che morì il 1 aprile, probabilmente nel 919. le succedette la nipote Liutgarda, figlia di Ottone l'Illustre.